# اركض ميلوس!
اركض ميلوس! هي قصة قصيرة للكاتب الياباني أوسامو دازاي. تم نشرها في عام 1940 وتعتبر قصة ذات صيت واسع في المدارس اليابانية.
تعد هذه القصة هي إعادة صياغة لشعر البالاد داي بورجستشافت للشاعر فريدريك شيلر، وهو المتحدث بقصة ميلوس والسالاناشرز وفي الأصل دامون وباثيس شخصيات شيلر مقتبسيين من أسطورة يونانية قديمة سجلها الكاتب الروماني جايس جوليوز هايجينز.
أبرز المواضيع الرئيسية في رواية «اركض، ميلوس» هي الصداقة التي لا تزعزع وبذل بطل الرواية ميلوس قصارى جهده لإنقاذ حياة صديقه على الرغم من مواجهة الصعوبات ولكن في النهاية تكافأ جهوده.
ميلوس راعِ شاب ساذج ذو إحساس عادل ومنصف والأرض التي ترعرع فيها يحكمها ملك طاغية «ديونيسيوس» الذي قتل البشر بما في ذلك أفراد عائلته بسبب عدم ثقته بالناس، وعندما سمع ميلوس عن أعمال الملك أصبح غاضبًا وقرر اغتياله، ولهذه الغاية تسلل إلى القلعة بسكين ولكن تم اعتقاله وزجّه بالسجن ولا زال ميلوس متمسكًا بخطته لقتل الملك فناشد الطاغية الساخر بتأجيل إعدامه لثلاثة أيام حتى يتمكن من العودة إلى وطنه لتنظيم زواج اخته الصغرى. وليضمن تعهده بالعودة استخدم صديقه سيلينونتيوس رهينة ليتم إعدامه بدلاً منه في حال تأخر ميلوس عن العودة فوافق الملك على شرط ميلوس وقال ساخرًا بأنه سيمنحه العفو كاملاً في تأخرت عودته ولكن غضب ميلوس وأصرّ بأنه لا يقصد الفرار، فأخبر صديقه سيلينيتيوس بالوضع ووافق بسهولة على الدور الذي تطوع به بدون مشاورة.
عاد ميلوس إلى مدينته وألّح على شقيقته المتلهفة وخطيبها المتردد بأن هناك حاجة طارئة لأن يتزوجوا دون الكشف عن أسبابه، وخلال وقت الزفاف أخذ ميلوس قسطًا من الراحة لكنه غط في النوم. انطلق للعودة للمدينة في صباح اليوم التالي ولكنه واجه المحن طوال الطريق مثل كسر الجسر بسبب فيضان النهر وهجوم قطاع الطرق والجري، جميع هذه العوائق استنزفته فأصبح خائر القوة ولم يعد مكترثًا بمصير صديقه وأثر موت سيلينونتيوس الذي قد يؤدي إلى تشويه سمعته الخاصة فتباطأ خلال فترة استراحته حتى قرر الاستسلام، بعد تفكير عميق بهذه الأحداث ومن أجل حياة صديقه وسخرية الملك منه، استعاد نشاطه بشرب مياه نقيه واندفع بسرعة عاجلة ومع عودة ميلوس اليائسة إلى سيراكوزا، حاول أحد معارفه إقناعه بالاستسلام وأنه لا معنى من عودته لإنه قد تأخر بالفعل ولكنه تجاهل كلامه واستمر.
عند غروب الشمس في نهاية المطاف يصل ميلوس إلى المدينة في الوقت المناسب لإنقاذ صديقه سيلينونتيوس من الإعدام، توسل ميلوس صديقه لضربه لأنه فكر بغدر صاحبه، وطلب سيلينونتيوس نفس الشيء لأنه كان يشك في عودة ميلوس، اضطر الملك لإعادة النظر في موقفه من خلال عرضهم وردة فعل الجماهير فقرر إطلاق سراح ميلوس.

## تشريف للقصة

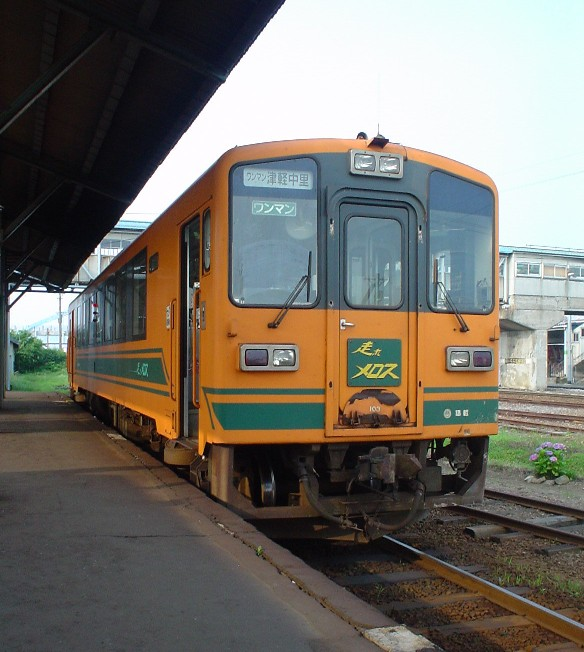
21 سكة قطار حديدية تحت اسم هاشيرو ميلوس

تملك شركة تسوغارو للسكك الحديدية قطار ديزل يلقب ب«هاشيري ميلوس» في كاناجي مسقط رأس دازاي والمعروفة حاليًا بغوشوغاوارا أموري.
أٌطلق على افتتاحية سلسلة أنمي بلو كوميت اسم «ميلوس نو يو ني، الطريق الموحش».
ذُكر ميلوس في السطر الثالث من البيت الثاني في أغنية هابي بيرثداي للقلوب الزرقاء «اركض ميلوس في هذا المطر».
تشير أغنية ميلوس نو ميشي «طريق ميلوس» إلى القصة في كلماتها.  
في البرنامج الموسيقي الذي يعتمد على القصص القصيرة ذُكر ميلوس في أغنية كاشيوا دايسوكي «أكتب لمرة، اركض ميلوس»
في الحلقة 161 من أنمي «أمير التنس» تحمل عنوان «أركض مومو» كتقدير للقصة.
الحلقة السادسة من أنيمي «تسوكي غا كيري» تحمل عنوان «أركض ميلوس» كتقدير للقصة أيضًا.
يظهر سطر «أركض ميلوس» في آخر بيت في أغنية أوتادا هيكارو «بوكياكو».
المغنية «ذا ويزيندي كامبالينا» أطلقت اسم «ميلوس» على أغنيتها.
في النصف الثاني من أنمي توينتي ويتشيز تجد البطلة «أريسو» نفسها عالقة في موقف مماثل لميلوس  وتم ذكر الحكاية نفسها.

## اقتباسات
هاشيرو ميلوس (دراما، 1955)
أكاي توري نو كوكورو (أنيمي، 1979)
هاشيرو ميلوس (أنمي، 1981)
هاشيرو ميلوس (فيلم أنمي، 1992)
تيرابي ايهون هاشيري ميلوس (رواية من إلقاء تاري ياماماتو، 2006)
الأدب الأزرق حلقة 9 و 10 (أنمي، 2009)

## دار النشر
تُرجمت قصة «اركض ميلوس» وقصص أخرى من المترجم رالف إف مكارثي في دار نشر كوداناشا العالمية في طوكيو 1988.